# جیورجیو د استفانی
 جیورجیو د استفانی (انگلیسی: Giorgio de Stefani؛ زاده ۲۴ فوریهٔ ۱۹۰۴ درگذشته ۲۲ اکتبر ۱۹۹۲) یک سیاست‌مدار اهل ایتالیا بود.